# 苏联共产党第十九次代表大会
苏联共产党第十九次代表大会（俄语：XIX съезд Коммунистической партии Советского Союза），中文简称苏共十九大（XIX съезд КПСС），是由全联盟共产党（布尔什维克）在1952年10月5日至14日召开的大会。此次大会是约瑟夫·斯大林时期最后一届并且是二战之后第一次全国大会。包括代表中华人民共和国的中央人民政府副主席刘少奇在内的外国政要参加了此次会议。这次代表大会通过决议，将全联盟共产党（布尔什维克）改名为苏联共产党。大会取消了中央政治局的设置，由约瑟夫·斯大林、拉夫连季·贝利亚、尼古拉·布尔加宁、格奥尔基·马林科夫、马克西姆·萨布罗夫组成“五人小组”掌握核心权力。

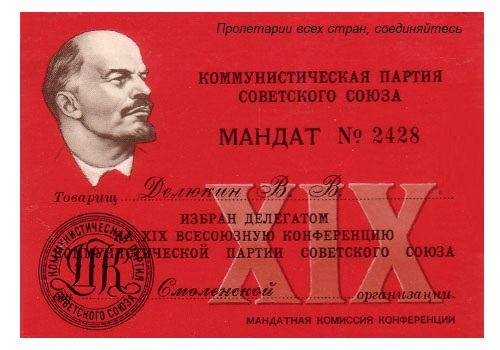
一张苏共十九大的代表证